# Chat Cros
Le Chat Cros est une rivière française du département de la Creuse, en région Nouvelle-Aquitaine, affluent de la Tardes et sous-affluent de la Loire par le Cher.

## Géographie

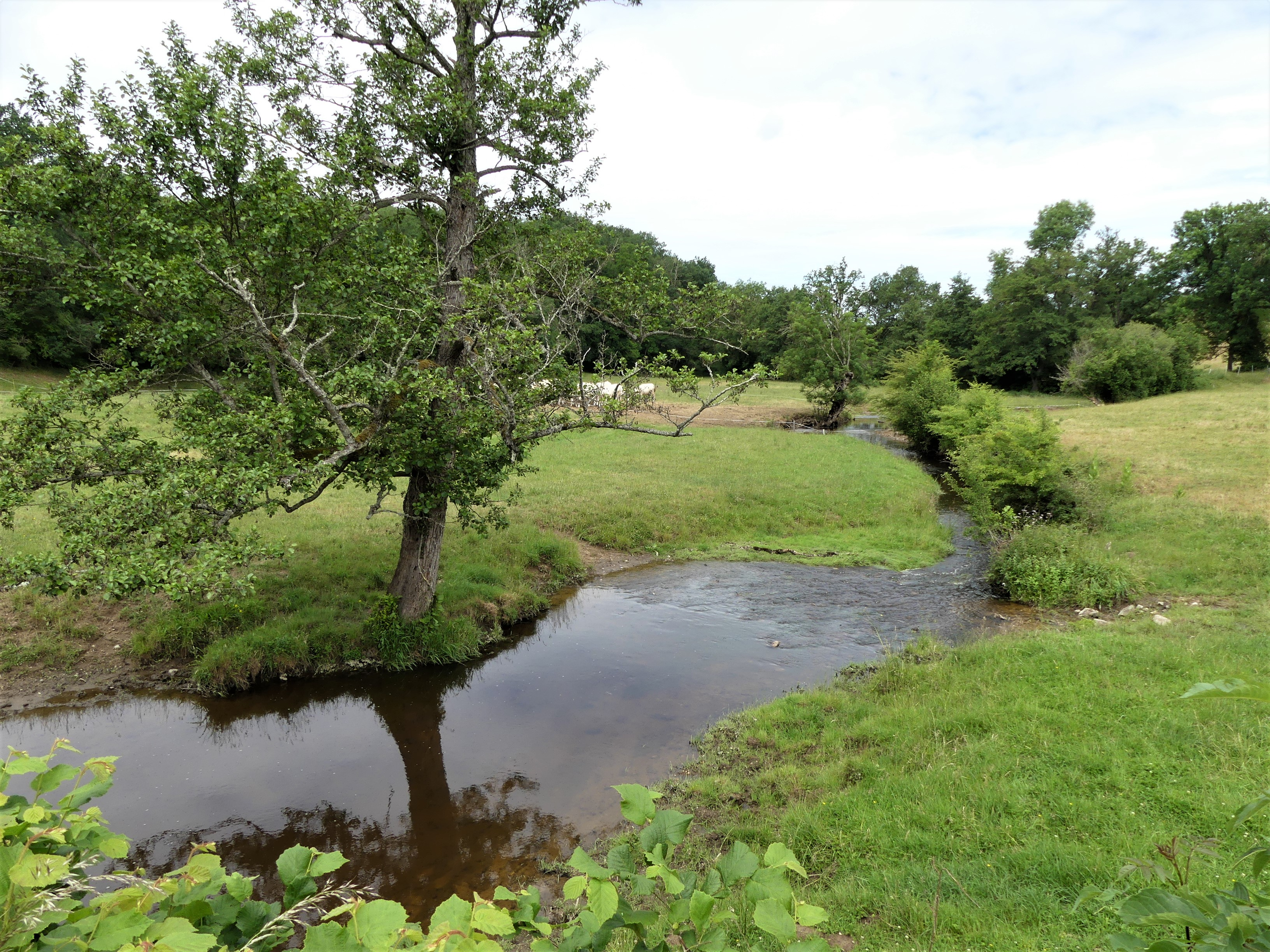
Le Chat Cros près du lieu-dit le Chat Cros, à Saint-Julien-la-Genête.

Selon le Sandre, le Chat Cros prend sa source dans le département de la Creuse à 656 mètres d'altitude, sur la commune d’Arfeuille-Châtain, 200 mètres au sud-est du lieu-dit la Nouzière.
Prenant la direction du nord-est, il est franchi par la route départementale (RD) 4 et forme une retenue d’environ quatre hectares, l’étang du Creux. Il fait une incursion sur le territoire de Rougnat, prend la direction du nord-nord-ouest et revient sur Arfeuille-Châtain où il passe sous la RD 27. En limite des communes de Reterre et Sannat, il reçoit en rive gauche son principal affluent, la Montagne, et passe aussitôt sous la RD 24. Il infléchit de nouveau son cours vers le nord-est puis reçoit successivement sur sa droite le ruisseau de Pré Charles et le ruisseau de Chaumazelle. Après cette confluence, il prend la direction du nord, passant sous la RD 19 et le GR 41.
Sur les neuf derniers kilomètres de son cours, il coule dans une étroite vallée encaissée, profonde de 40 à 80 mètres. À 150 mètres de son terme, le Chat cros est franchi par la RD 915 puis se jette dans la Tardes en rive droite, à 322 mètres d'altitude, deux kilomètres et demi au nord-ouest du centre-bourg d’Évaux-les-Bains.
S'écoulant globalement du sud vers le nord, le Chat Cros est long de 23,72 km. Avec un dénivelé de 334 mètres, sa pente moyenne s'établit à 14,08 mètres par kilomètre.

### Communes et département traversés
Le Chat Cros arrose six communes de l'arrondissement d'Aubusson dans le département de la Creuse, soit d'amont vers l'aval : Arfeuille-Châtain (source), Rougnat, Reterre, Sannat, Saint-Julien-la-Genête et Évaux-les-Bains (confluence avec la Tardes).

### Bassin versant
Son bassin versant fait partie de la zone hydrographique : « La Tardes de la Voueize (non comprise) au Chat Cros (compris) », et en tangente une autre « La Tardes du Chat Cros (non compris) au Cher (non compris) », au sein du bassin DCE beaucoup plus étendu « La Loire, les cours d'eau côtiers vendéens et bretons ». Outre les six communes arrosées par le Chat Cros, le bassin versant en concerne une autre, Fontanières, où le Chaumazelle prend sa source.

### Affluents et nombre de Strahler
Parmi les seize affluents du Chat Cros répertoriés par le Sandre, les trois principaux sont en rive gauche la Montagne, ou ruisseau de Genêt dans sa partie amont, longue de 6,86 km et en rive droite le Chaumazelle, ou ruisseau de Chaumazelle, long de 5,81 km, ainsi que le Pré Charles, ou ruisseau de Pré Charles, long de 5,61 km.
Cinq des affluents du Chat Cros ayant eux-mêmes un ou plusieurs affluents mais aucun sous-affluent, le nombre de Strahler du Chat Cros est donc de trois.

## Environnement
Le GR 41 franchit le Chat Cros en limite des communes d'Évaux-les-Bains et Saint-Julien-la-Genête. En aval de ce lieu, sur quatre kilomètres et demi, la vallée du Chat Cros fait partie de la zone naturelle d'intérêt écologique, faunistique et floristique (ZNIEFF) de type 2 « vallée de la Tardes et du Cher ». Ce site est remarquable par la présence de trente-six espèces déterminantes d'animaux et dix-sept de plantes.
Sur près d’un kilomètre, le Chat Cros borde le bois d'Évaux, une ZNIEFF de type 1 sur la commune de Saint-Julien-la-Genête, au nord des lieux-dits la Chassagne et le Chat Cros. Six espèces déterminantes d'oiseaux et une de plantes phanérogames y ont été recensées.

## Galerie de photos

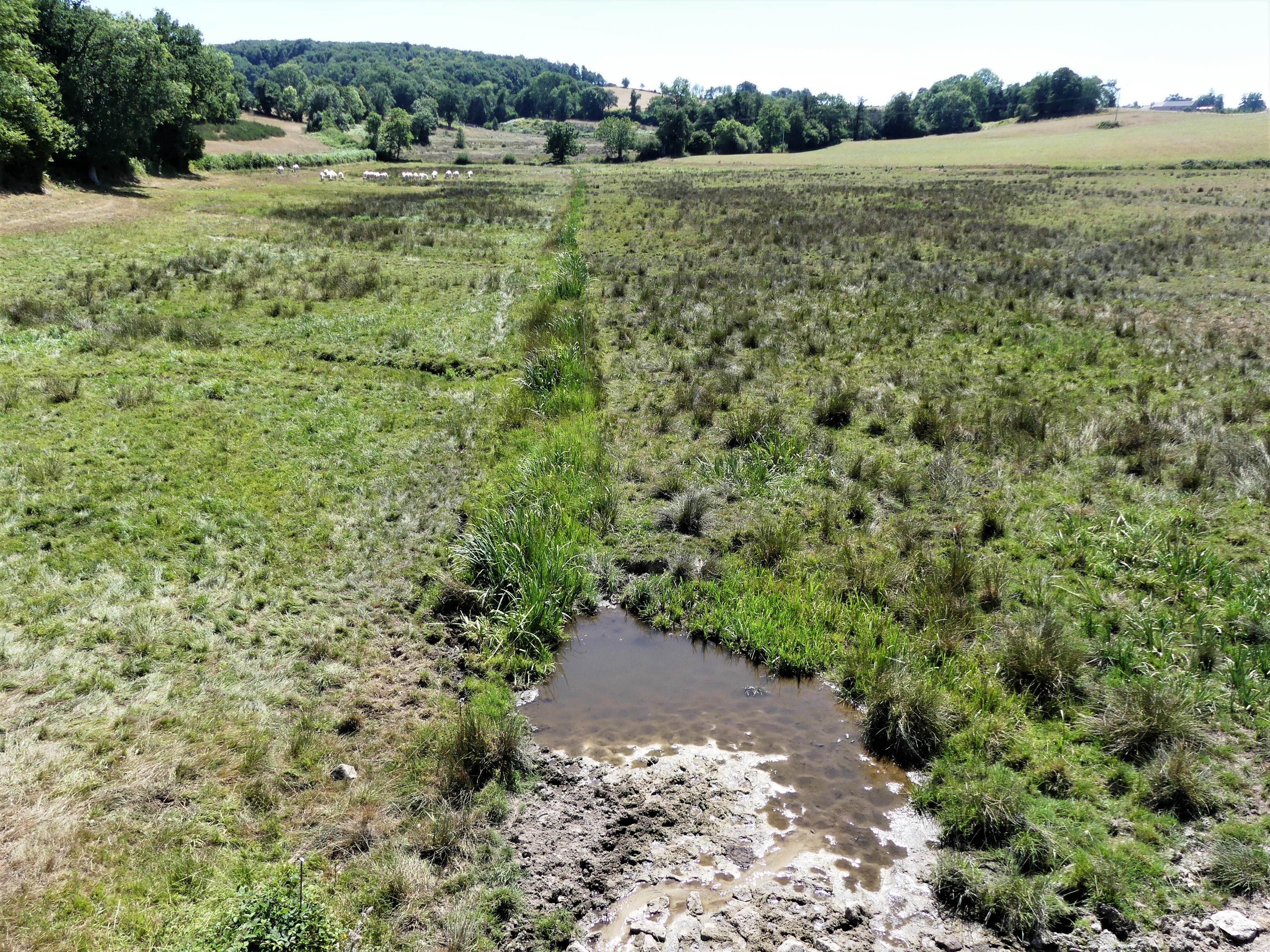
Le Chat Cros à Arfeuille-Châtain, sur son premier kilomètre.
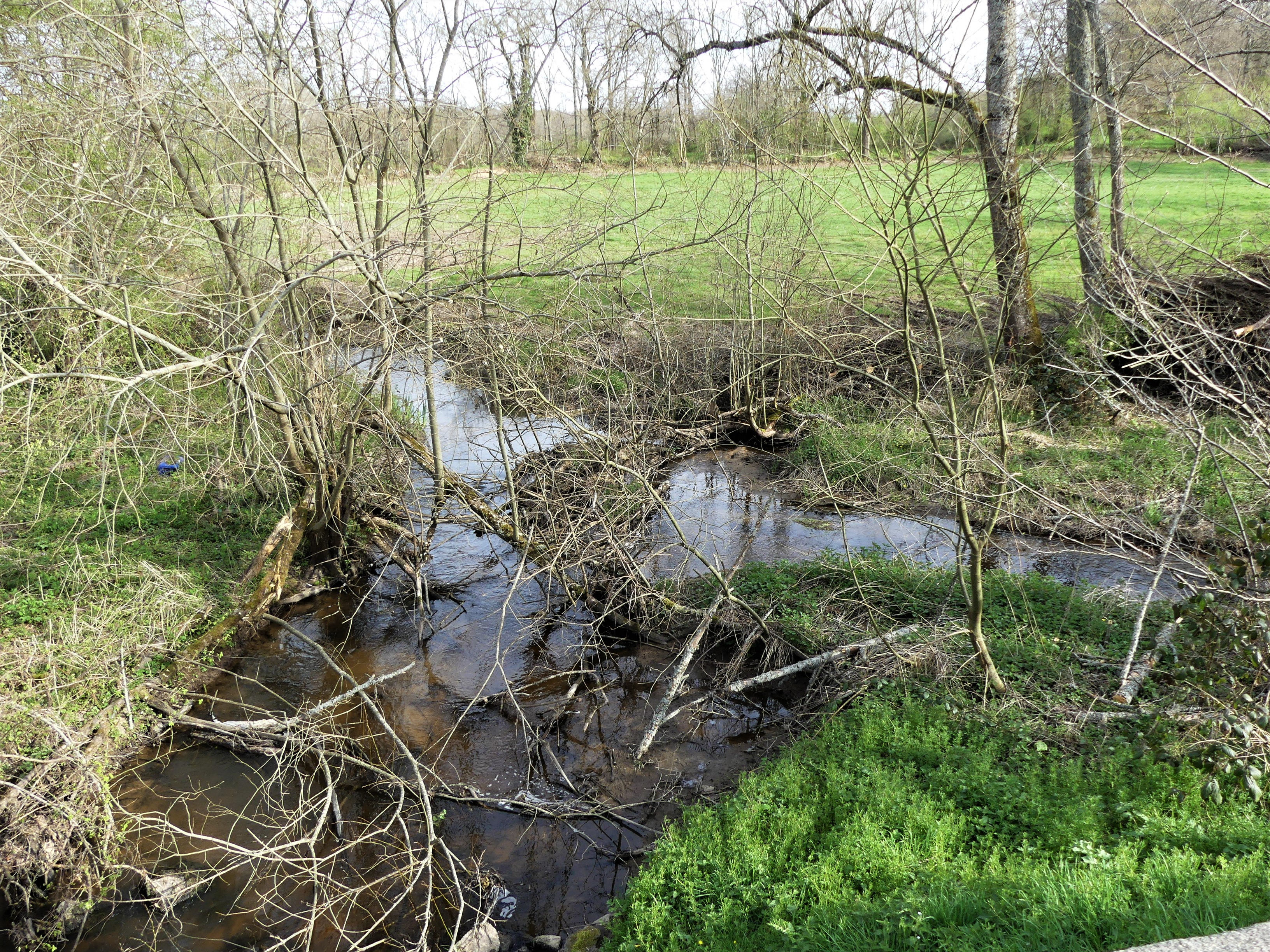
Le Chat Cros venant de la gauche en haut reçoit son affluent, la Montagne, venant de la droite.
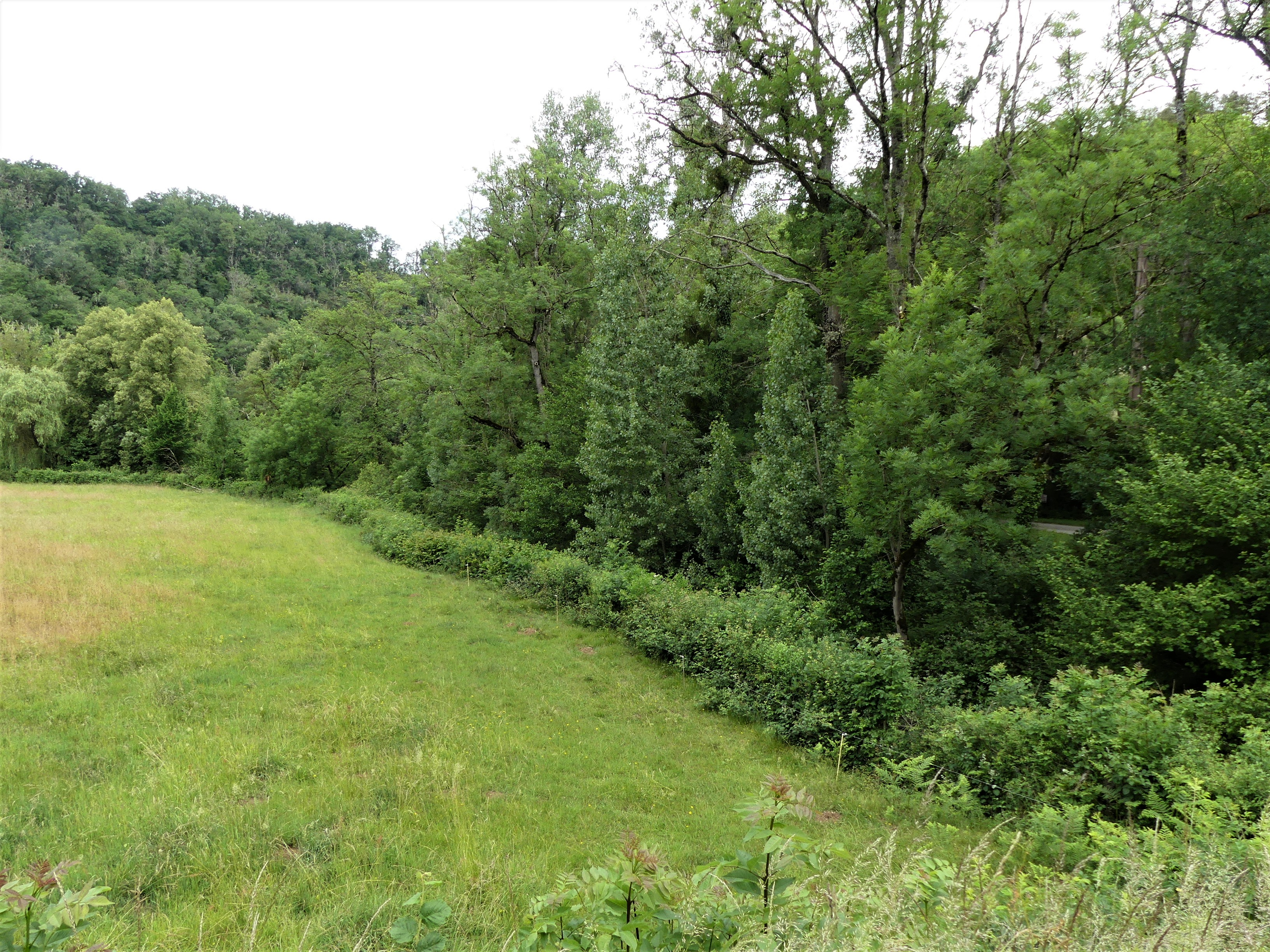
La vallée du Chat Cros à Évaux-les-Bains au pont de la RD 915, à 150 mètres de sa confluence avec la Tardes.